# 奥山光広
奥山 光広（おくやま みつひろ、1966年7月10日 - ）は、千葉県習志野市出身の陸上競技選手。専門は中距離走。習志野高校、専修大学卒業。ヤクルト陸上競技部チーフアドバイザー。
1990年代の1500メートル競走にて多くのタイトルを獲得した。

## 経歴
習志野高校三年次の全国高等学校駅伝競走大会にて、1区を担い9位で襷を繋いだ。
高校卒業後は、専修大学へ進学。2年次の箱根駅伝にて1区8位。3年次も1区を担当。3位と好走した。
4年次の1988年日本インカレ男子1500ｍにて優勝。専修大学陸上競技部内でも同年に記録した3分43秒74が令和5年9月1日現在も部内記録となっている。また、5000mでも実業団・学生対抗陸上競技大会にて14分25秒99にて優勝。専修大学の2学年先輩に森田修一がいる。
大学卒業後は、ヤクルトへ入社。大八木弘明指導の下、アジア選手権、日本選手権、全日本実業団駅伝で輝かしい成績を残した。特に全日実業団陸上大会では、1500mにおいて、6連覇を達成している。また、1991年には、世界陸上東京大会にも出場した。
現役引退後は、ヤクルトにて指導者に転身。現在は同チームでチーフアドバイザーを務める。

## 主な戦績
| 年   | 大会                               | 距離  | 順位       | 記録       | 備考                 |
| ---- | ---------------------------------- | ----- | ---------- | ---------- | -------------------- |
| 1988 | 第57回日本インカレ男子             | 1500m | 優勝       | 3分49秒26  | 専修大学として初優勝 |
| 1988 | 第22回実業団・学生対抗陸上競技大会 | 5000m | 優勝       | 14分25秒99 |                      |
| 1988 | 第72回日本陸上競技選手権大会       | 5000m | 3位        | 3分44秒71  |                      |
| 1989 | 第73回日本陸上競技選手権大会       | 5000m | 準優勝     | 3分40秒19  |                      |
| 1990 | 第74回日本陸上競技選手権大会       | 5000m | 準優勝     | 3分48秒75  |                      |
| 1990 | 第22回アジア競技大会北京大会       | 1500m | 3位        | 3分45秒53  |                      |
| 1991 | 第75回日本陸上競技選手権大会       | 1500m | 優勝       | 3分38秒88  | 大会記録             |
| 1991 | 第3回世界陸上東京大会              | 1500m | 準決勝敗退 | 3分40秒35  |                      |
| 1992 | 第76回日本陸上競技選手権大会       | 800m  | 準優勝     | 1分49秒30  |                      |
| 1992 | 第76回日本陸上競技選手権大会       | 1500m | 優勝       | 3分46秒21  |                      |
| 1994 | 日本陸上競技選手権大会             | 1500m | 優勝       | 3分41秒77  |                      |

### 駅伝成績
| 大会名                     | 区間 | 距離     | 順位     | 記録          | 備考       |
| -------------------------- | ---- | -------- | -------- | ------------- | ---------- |
| 第17回全日本大学駅伝       | 4区  | 11.1 km  | 区間6位  | 33分36秒      |            |
| 第18回全日本大学駅伝       | 1区  | 15.1 km  | 区間6位  | 45分31秒      |            |
| 第63回箱根駅伝             | 1区  | 21.3 km  | 区間8位  | 1時間05分57秒 |            |
| 第64回箱根駅伝             | 1区  | 21.3 km  | 区間3位  | 1時間04分39秒 |            |
| 第34回全日本実業団対抗駅伝 | 2区  | 8.4 km   | 区間1位  | 23分59秒      | 区間新記録 |
| 第35回全日本実業団対抗駅伝 | 2区  | 8.4 km   | 区間3位  | 24分21秒      |            |
| 第36回全日本実業団対抗駅伝 | 1区  | 12.1 km  | 区間3位  | 34分46秒      |            |
| 第37回全日本実業団対抗駅伝 | 1区  | 12.1 km  | 区間3位  | 34分27秒      |            |
| 第38回全日本実業団対抗駅伝 | 1区  | 12.1 km  | 区間2位  | 34分11秒      |            |
| 第39回全日本実業団対抗駅伝 | 1区  | 12.1 km  | 区間5位  | 34分52秒      |            |
| 第41回全日本実業団対抗駅伝 | 1区  | 12.1 km  | 区間4位  | 34分11秒      |            |
| 第42回全日本実業団対抗駅伝 | 1区  | 12.1 km  | 区間1位  | 34分15秒      |            |
| 第43回全日本実業団対抗駅伝 | 2区  | 8.35 km  | 区間11位 | 23分46秒      |            |
| 第44回全日本実業団対抗駅伝 | 1区  | 12.25 km | 区間25位 | 35分45秒      |            |